# Філіп Ганлоук
Філіп Ганлоук (англ. Philip Hunloke, 26 листопада 1868 — 1 квітня 1947) — британський яхтсмен.
Бронзовий призер Олімпійських Ігор 1908 року в класі 8 метрів.